# Jemen i olympiska sommarspelen 2000
Jemen deltog i de olympiska sommarspelen 2000 med en trupp bestående av två deltagare, en man och en kvinna, men ingen av landets deltagare erövrade någon medalj.

## Friidrott
Herrarnas 400 meter
- Basheer Al Khewani
  1. Omgång 1 - 49.72 (→ gick inte vidare, 64:e plats)

Damernas 200 meter
- Hana Ali Saleh
  1. Omgång 1 - 30.36 (→ gick inte vidare, 51:e plats)